# Dingen (Castrop-Rauxel)
Dingen ist ein Stadtteil von Castrop-Rauxel im Kreis Recklinghausen in Nordrhein-Westfalen.

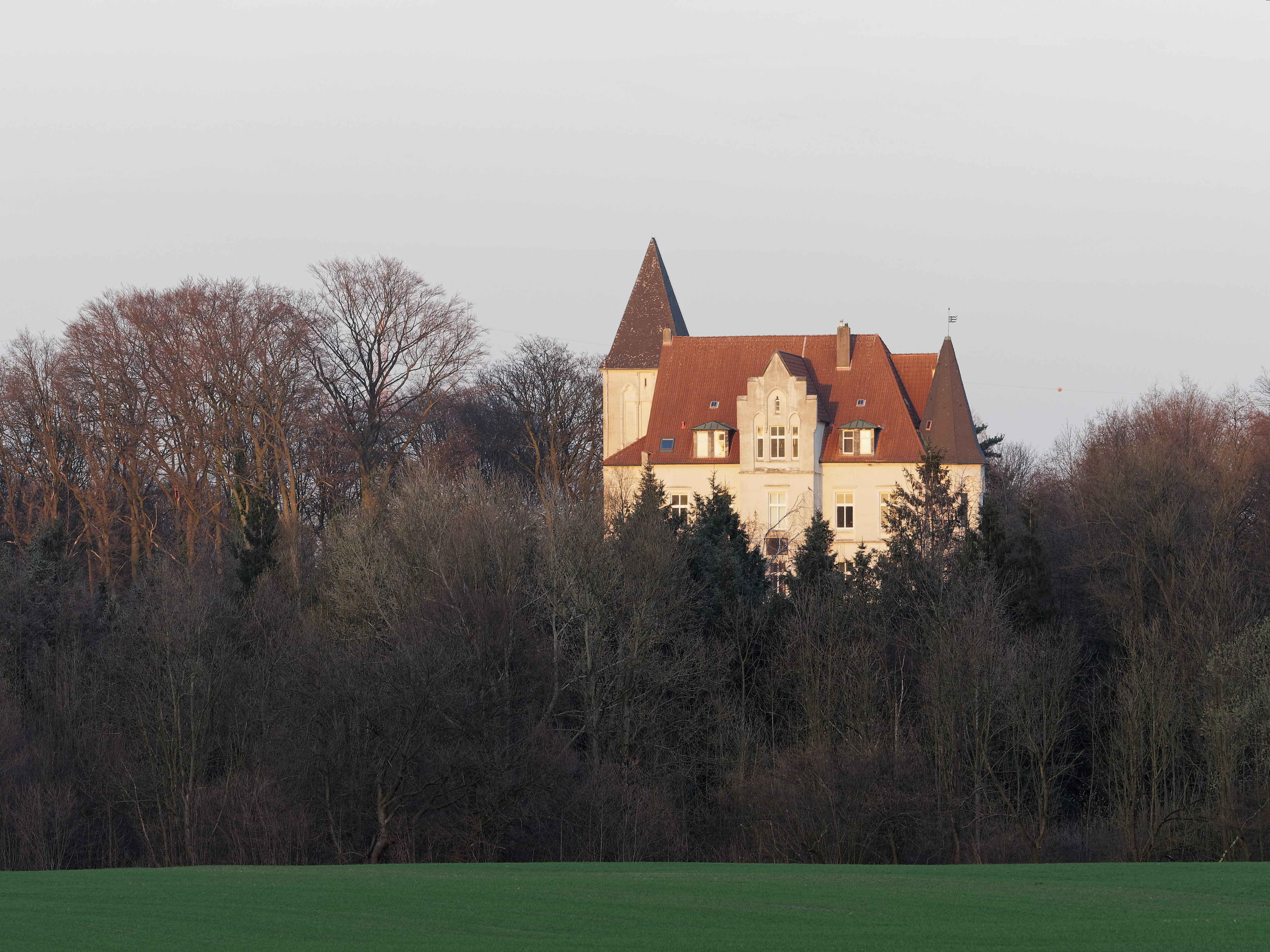
Haus Dorloh in Dingen

## Geographie
Dingen, eine Siedlung mit dörflichem Charakter, liegt am östlichen Stadtrand von Castrop-Rauxel südwestlich des Autobahnkreuzes Castrop-Rauxel-Ost. Im Norden wird Dingen durch die A 42 und im Osten durch die A 45 umschlossen. Zwischen dem Dingener Ortskern und der Kernstadt von Castrop-Rauxel erstrecken sich ausgedehnte Grün- und Waldflächen. Der Deininghauser Bach fließt in Süd-Nord-Richtung durch den Stadtteil.

## Geschichte
Dingen gehörte historisch zur Grafschaft Mark. Seit dem 19. Jahrhundert bildete Dingen eine Landgemeinde im Landkreis Dortmund in der preußischen Provinz Westfalen. Die Gemeinde gehörte bis 1889 zum Amt Castrop und seitdem zum Amt Mengede. Am 1. April 1926 war Dingen eine der Gründungsgemeinden der neuen Stadt Castrop-Rauxel. Von 1908 bis 1967 wurde über den Schacht 3 der Zeche Graf Schwerin in Dingen Steinkohlenbergbau betrieben.

## Einwohnerentwicklung
| Jahr | Einwohner | Quelle |
| ---- | --------- | ------ |
| 1846 | 99        | [ 2 ]  |
| 1858 | 107       | [ 2 ]  |
| 1871 | 158       | [ 3 ]  |
| 1885 | 170       | [ 4 ]  |
| 1895 | 228       | [ 5 ]  |
| 1910 | 547       | [ 6 ]  |
| 2018 | 905       | [ 7 ]  |

## Bauten
In Dingen steht, eingebettet in einen Landschaftspark, das Haus  Dorloh.